# Anchisauria
Los anquisaurios (Anchisauria) son un clado extinto de dinosaurios sauropodomorfos que vivieron entre el Triásico Superior y el Jurásico Inferior. El nombre Anchisauria fue usado en principio por Galton y Upchurch en la segunda edición de la obra The Dinosauria (2004). Galton y Upchurch asignaron entonces dos familias a Anchisauria: los Anchisauridae y los Melanorosauridae. Los prosaurópodos más comunes, Plateosaurus y Massospondylus fueron situados en el clado hermano Plateosauria.
Sin embargo, las investigaciones posteriores indican que Anchisaurus es más cercano a los saurópodos que los prosaurópodos tradicionales; por tanto, Anchisauria terminaría incluyendo también a Sauropoda. Yates (2007) clasificó a Yunnanosaurus y a Anchisaurus dentro de Anchisauria.